# Markus Vogel
Markus Vogel (* 12. Januar 1984 in Stans) ist ein ehemaliger Schweizer Skirennfahrer. Seine Spezialdisziplin war der Slalom.

## Biografie
Der in Beckenried lebende Vogel absolvierte eine Lehre als Elektromonteur. Im Alter von drei Jahren stand er erstmals auf Ski. Im Jahr 2002 wurde er in die Junioren-Nationalmannschaft des Schweizer Skiverbandes Swiss-Ski aufgenommen, zwei Jahre später trat er in das C-Kader über. Ab 2008 war er im B-Kader, 2011 stieg er ins A-Kader auf, 2012 jedoch wieder in das B-Kader ab.
Seine ersten internationalen FIS-Rennen bestritt Vogel im Dezember 1999. Im Europacup ging er erstmals im Januar 2003 an den Start, der erste Sieg in dieser Rennserie gelang ihm im Slalom von Garmisch-Partenkirchen am 17. Februar 2008. Sein Debüt im Skiweltcup hatte Vogel am 6. Januar 2008 im Slalom von Adelboden. In den ersten acht Rennen erreichte Vogel nie das Ziel; erst in seinem neunten Weltcuprennen, dem Slalom von Kitzbühel am 25. Januar 2009, belegte er Rang 19 und holte erstmals Weltcuppunkte. In der Saison 2009/10 kam er wieder häufiger im Europacup und nur selten im Weltcup zum Einsatz. Zum Saisonabschluss 2010 wurde er zum ersten Mal Schweizer Slalom-Meister.
Seit der Saison 2010/11 startete Vogel wieder regelmässig im Weltcup. Gegen Ende dieses Winters, am 6. März 2010, erreichte er mit dem siebten Platz im Slalom von Kranjska Gora sein erstes Top-10-Ergebnis. Nachdem er in der folgenden Saison 2011/12 nicht über einen 16. Platz hinausgekommen war, fuhr er am 18. Dezember 2012 mit Rang sechs im Nachtslalom von Madonna di Campiglio zum zweiten Mal unter die schnellsten zehn, womit er sein bestes Weltcupergebnis erzielte.
Im März 2016 gab Vogel sein Karriereende bekannt.

## Erfolge

### Weltmeisterschaften
- Garmisch-Partenkirchen 2011: 27. Slalom
- Schladming 2013: 17. Slalom

### Weltcup
- 2 Top-10-Platzierungen in Einzelrennen
- 2 Podestplätze bei Mannschaftswettbewerben

### Weltcupwertungen
| Saison  | Gesamt | Gesamt | Slalom | Slalom |
| Saison  | Platz  | Punkte | Platz  | Punkte |
| ------- | ------ | ------ | ------ | ------ |
| 2008/09 | 117.   | 18     | 48.    | 18     |
| 2010/11 | 78.    | 96     | 25.    | 96     |
| 2011/12 | 84.    | 64     | 31.    | 64     |
| 2012/13 | 72.    | 82     | 24.    | 82     |
| 2013/14 | 89.    | 46     | 32.    | 46     |

### Europacup
- Saison 2015/16: 9. Slalomwertung
- 4 Podestplätze, davon 1 Sieg:

| Datum            | Ort                    | Land        | Disziplin |
| ---------------- | ---------------------- | ----------- | --------- |
| 17. Februar 2008 | Garmisch-Partenkirchen | Deutschland | Slalom    |

### Weitere Erfolge
- 2 Schweizer Meistertitel (Slalom 2010 und 2012)
- 10 Siege in FIS-Rennen